# Pherosphaera
Genre
Synonymes
- Microstrobos J. Garden & L. S. Johnson[2]

Pherosphaera est un genre de plantes de la famille des Podocarpaceae.

## Liste d'espèces
Selon BioLib (6 août 2018), Catalogue of Life (6 août 2018), GRIN (6 août 2018), World Checklist of Selected Plant Families (WCSP) (6 août 2018), NCBI (6 août 2018), The Plant List (6 août 2018) et Tropicos (6 août 2018) :
- Pherosphaera fitzgeraldii (F.Muell.) Hook.f. (1882)
- Pherosphaera hookeriana W.Archer bis (1850)